# Явірник-Руський

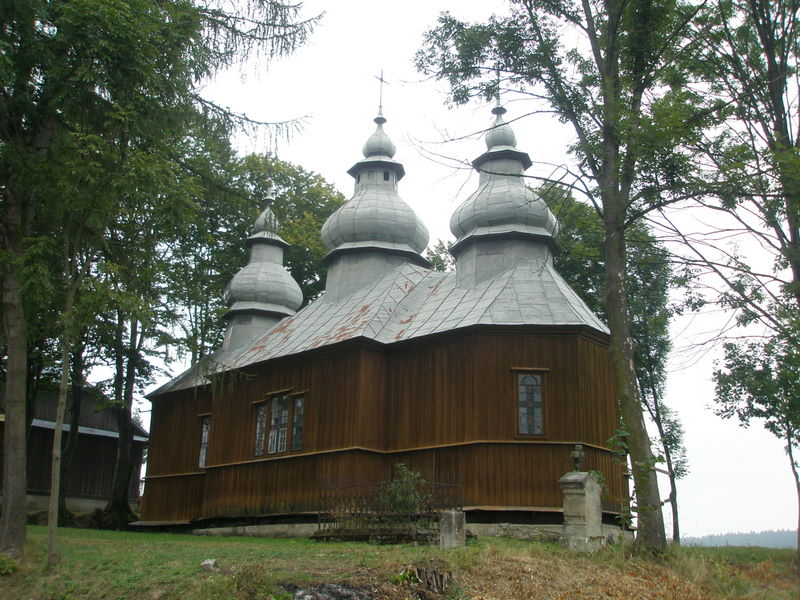

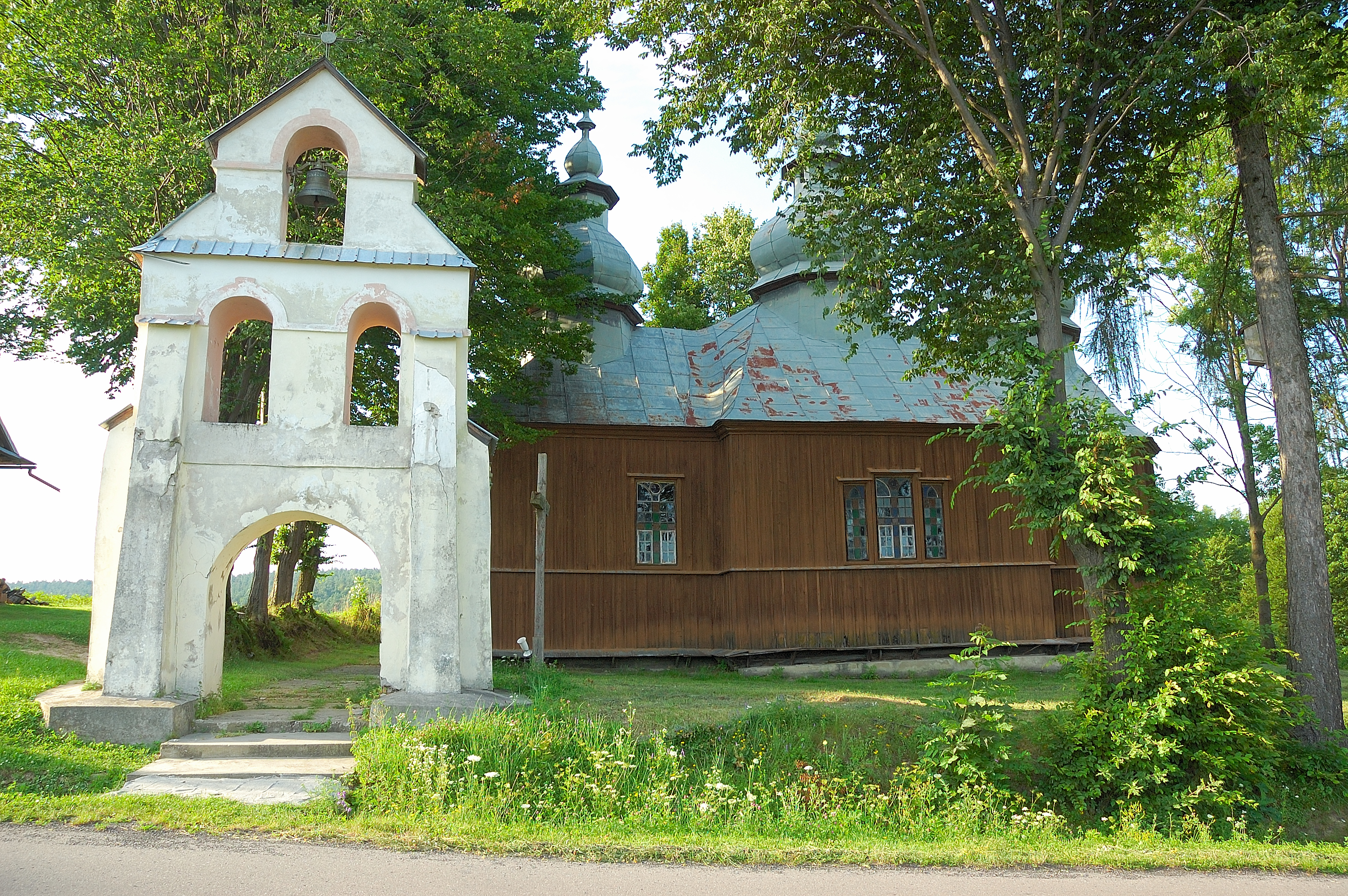
Греко-католицька церква святого Дмитра в Явірнику-Руському

Явірник-Руський (пол. Jawornik Ruski) — село в Польщі, у гміні Бірча Перемишльського повіту Підкарпатського воєводства.
Населення — 146 осіб (2011).

## Назва
У 1977-1981 рр. в ході кампанії ліквідації українських назв село називалося Яворовіце (пол. Jaworowice).

## Географія
Село розташоване на відстані 14 кілометрів на захід від центру гміни села Бірчі, 35 кілометрів на захід від центру повіту міста Перемишля і 42 кілометри на південний схід від столиці воєводства — міста Ряшева.

## Історія
В XI-XIII століттях на цих землях існувало Перемишльське руське князівство зі столицею в Перемишлі, яке входило до складу Галицького князівства, а пізніше Галицько-Волинського князівства.
Після захоплення цих земель Польщею територія в 1340–1772 роках входила до складу Перемишльської землі Руського воєводства Королівства Польського.
Село засноване в 1469 році й було тоді власністю Анни Ряшівської (пол. Anny Rzeszowskiej).
У 1508 році, коли власниками були Кміті (пол. Kmitowie), назву села змінено на Явірничок (пол. Jawornyczek).
В 1519 році село стало власністю Стадницьких (пол. Stadnickich), а у 1588 році Красицьких (пол. Krasickich).
В 1772 році внаслідок першого поділу Польщі територія відійшла до імперії Габсбургів. Село увійшло до Добромильського повіту.
У 1882 році в селі збудовано греко-католицьку церкву святого Дмитра на місці своєї попередниці, що існувала щонайменше до 1830 року. 
У 1833 р. тут проживало 440 мешканців - греко-католиків.
Після смерті о. Михайла-Андрія Вербицького (батька о. Михайла-Лева Вербицького, автора музики до Державного гімну України) у 1825 р. парафія перестала існувати як самостійна одиниця і як дочірна церква відійшла до парафії в с. Липа.
До 1843 року греко-католицька громада села належала до парафії в селі Липа.Далі аж до депортації українців у 1947 році в селі була греко-католицька парафія Бірчанського деканату Перемиської єпархії, до парафії також належали Борівниця і Жогатин з Процівкою.
У 80-х рр. XIX ст. Явірник Руський знову виступає як окрема парафія, до якої належали с. Жогатин та присілки Борівниця і Працівка, На той час у Явірнику Руському проживали 761 греко-католиків. Напередодні Другої світової війни у Явірнику Руському було 1230 греко-католиків, 154 євреї.

1945 р. українське населення цих сіл було депортоване на Схід.
Після розпаду Австро-Угорщини село 4 листопада 1918 року ввійшло до складу «Східно-Лемківської Республіки». У січні 1919 року було окуповане ІІ Річчю Посполитою. Це село Надсяння, як й інші етнічні українські території (Лемківщина, Підляшшя, Сокальщина, Равщина і Холмщина), опинилося на польському боці розмежування лінії Керзона, у так званому Закерзонні, яким надалі польські апетити не обмежились. Анексія західноукраїнських земель була закріплена в Ризькому мирному договорі 1921 року.
1 липня 1926 року з сільської гміни Явірник Руський вилучені присілки Борівниця, Жмулиська і Потік Чорний і з них створено самостійну сільську гміну Борівниця.
1 серпня 1934 р. внаслідок адміністративної реформи сільська громада Явірника Руського втратила право самоврядності та увійшла до об'єднаної сільської гміни Жогатин.
Перед початком Другої світової війни в 1938 році населення парафії становило 2457 осіб, з яких 1200 греко-католиків Явірника-Руського.
На 1.01.1939 в Явірнику Руському з 1500 населення було 1180 українців-грекокатоликів, 160 українців-латинників (тобто разом 89%), 80 поляків і 80 євреїв.
Після нападу 1 вересня 1939 року Третього Рейху на Польщу й початку Другої світової війни та вторгнення СРСР до Польщі 17 вересня 1939 року Явірник-Руський, що знаходиться на правому, східному березі Сяну, разом з іншими навколишніми селами відійшов до СРСР і ввійшов до складу Бірчанського району (районний центр — Бірча) утвореної 27 листопада 1939 року Дрогобицької області УРСР (обласний центр — місто Дрогобич).
З початком німецько-радянської війни село вже в перший тиждень було зайняте військами вермахту.
24 квітня 1944 р. на село вперше напала польська шовіністична банда, нападниками вбито трьох поліцейських з української допоміжної поліції, трьох цивільних господарів і спалено 5 будинків. Надалі нападники з Борівниці під керівництвом Яна Котвіцького «Сліпого» задля терору і примусу до втечі нападали, вбивали і палили регулярно, зокрема 26 лютого 1946 р. було вбито 27 осіб, похованих у братській могилі коло церкви.
В кінці липня 1944 року село було зайняте Червоною Армією.
13 серпня розпочато мобілізацію українського населення Дрогобицької області до Червоної Армії (облвоєнком — підполковник Карличев).
У березні 1945 року Явірник-Руський, як і весь Бірчанський район з районним центром Бірча, Ліськівський район з районним центром Лісько та західна частина Перемишльського району включно з містом Перемишль зі складу Дрогобицької області передано Польщі.
Москва підписала й 16 серпня 1945 року опублікувала офіційно договір з Польщею про встановлення лінії Керзона українсько-польським кордоном та, незважаючи на бажання українців залишитись на рідній землі, про передбачене «добровільне» виселення приблизно одного мільйона українців з «Закерзоння», тобто Підляшшя, Холмщини, Надсяння і Лемківщини.,
Розпочалося виселення українців з рідної землі. Проводячи депортацію, уряд Польщі, як і уряд СРСР, керувалися Угодою між цими державами, підписаною в Любліні 9 вересня 1944 року, але, незважаючи на текст угоди, в якому наголошувалось, що «Евакуації підлягають лише ті з перелічених (…) осіб, які виявили своє бажання евакуюватися і щодо прийняття яких є згода Уряду Української РСР і Польського Комітету Національного Визволення. Евакуація є добровільною і тому примус не може бути застосований ні прямо, ні посередньо. Бажання евакуйованих може бути висловлено як усно, так і подано на письмі.», виселення було примусовим і з застосуванням військових підрозділів.
До квітня 1947 р. село на 95 % було спалене польськими шовіністичними бандами. Українське населення села, якому вдалося уникнути виселення до СРСР, попало в 1947 році під етнічну чистку під час проведення Операції «Вісла» і було депортовано на ті території у західній та північній частині польської держави, що до 1945 належали Німеччині.
Після виселення українців греко-католицька церква святого Дмитра була передана владою Польщі римо-католикам і використовувалась як філіальний костел римо-католицької парафії в Борівниці аж до побудови в селі нового мурованого костелу (біля 2000 року). Зараз приміщення церкви не використовується, хоча влада Греко-Католицької Церкви з 2008 року вимагає повернення приміщення.
У Явірнику Руському збереглася дерев'яна церква св.влм. Димитрія, побудована 1882 р., яка тепер використовується як костьол. Зберігся іконостас кінця XIX ст., виконаний в класицистичному стилі, внутрішній розпис, мурована дзвіниця.
Біля села знаходиться діюча копальня діатоміту.
У 1975-1998 роках село належало до Перемишльського воєводства.

## Населення

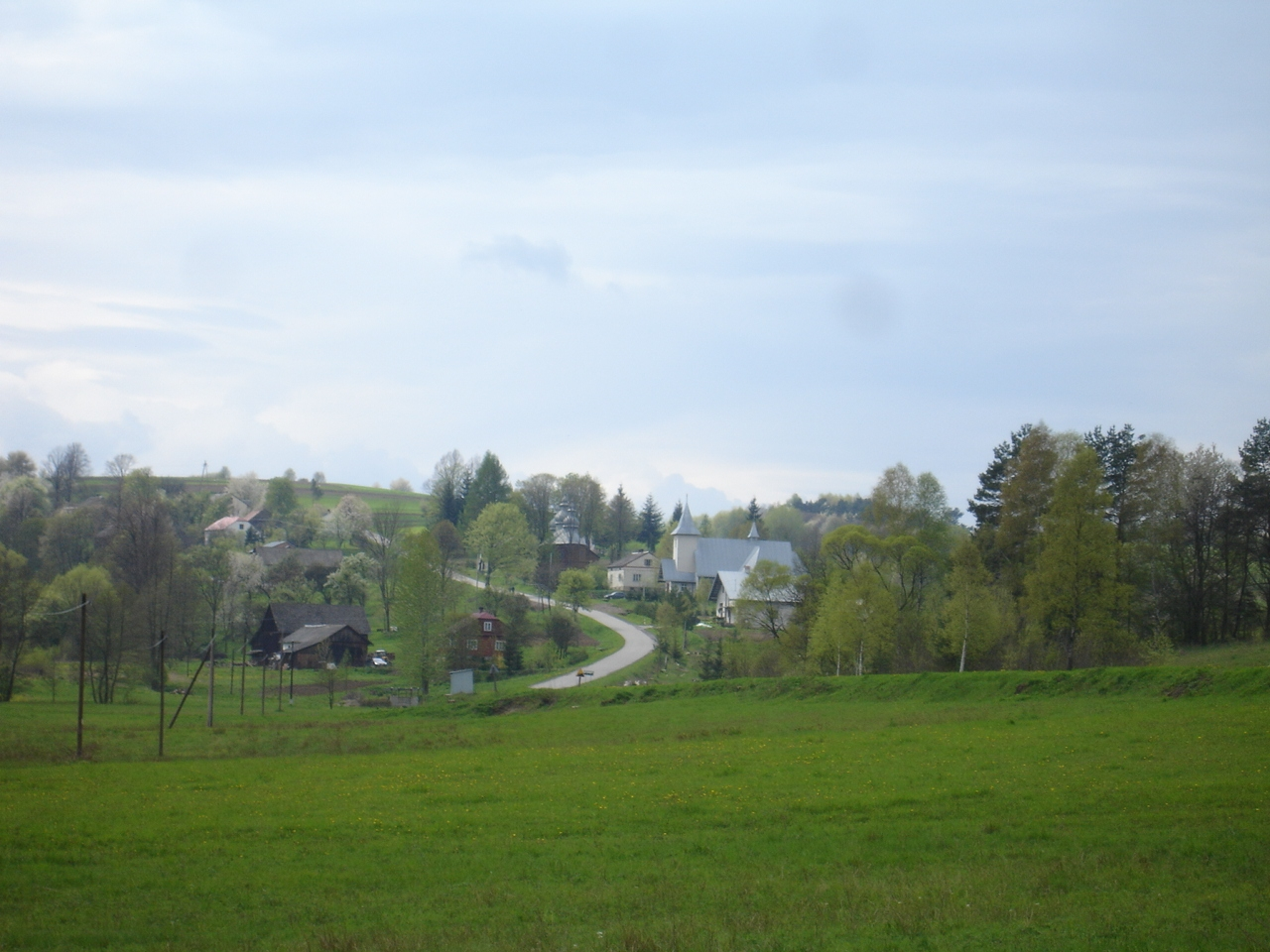
Село Явірник-Руський. Сучасний вигляд.

Демографічна структура станом на 31 березня 2011 року:
|          | Загалом | Допрацездатний вік | Працездатний вік | Постпрацездатний вік |
| -------- | ------- | ------------------ | ---------------- | -------------------- |
| Чоловіки | 82      | 21                 | 52               | 9                    |
| Жінки    | 64      | 12                 | 31               | 21                   |
| Разом    | 146     | 33                 | 83               | 30                   |

- 1785 — 284 греко-католики, 100 римо-католиків i 16 євреїв
- 1833 — 440 греко-католиків.[3]
- 1840 — 513 греко-католиків (нема даних про інші конфесії)
  - греко-католицька громада села до 1843 року належала до парафії в селі Липа
- 1859 — 615 греко-католиків (нема даних про інші конфесії)
- 1879 — 709 греко-католиків (нема даних про інші конфесії)
- 1880-і — 761 греко-католик.[3]
- 1899 — 902 греко-католики (нема даних про інші конфесії)
- 1926 — 1030 греко-католиків (нема даних про інші конфесії)
- 1929 — 1215 жителів
- 1938 — 1200 греко-католиків, 1068 римо-католиків, 154 євреї i 35 баптисти (дані з усієї парафії)
- 1945 — українське населення цих сіл було депортоване на Схід.
- 2006 — 161 особа

## Визначні особистості, пов'язані з селом
- Михайло Вербицький
- Володимир Сорочак
- Володимир Щигельський